# كيف فاز فريق ستيبل سيندرباي واندررز بكأس الاتحاد الإنجليزي (رواية)
كيف فاز فريق ستيبل سيندرباي واندررز بكأس الاتحاد الإنجليزي (بالإنجليزية: How Steeple Sinderby Wanderers Won the F.A. Cup)‏ هي رواية للكاتب الإنجليزي جي إل كار، نشرت عام 1975، عن دار نشر منشورات لندن ماغازين.